# Molde Fotballklubb 2014
Questa voce raccoglie le informazioni riguardanti il Molde Fotballklubb nelle competizioni ufficiali della stagione 2014.

## Stagione
La stagione cominciò con l'avvicendamento in panchina tra il vecchio tecnico, Ole Gunnar Solskjær, e il nuovo, Tor Ole Skullerud. Il 2 gennaio 2014, infatti, Solskjær lasciò il Molde per diventare il nuovo manager del Cardiff City. Il 13 gennaio, il club annunciò l'ingaggio di Skullerud in sua sostituzione, che lasciò l'incarico di commissario tecnico della Norvegia under 21. Il 4 ottobre 2014 la squadra vinse il campionato, raggiungendo matematicamente il successo finale con quattro giornate d'anticipo grazie alla vittoria per 1-2 sul campo del Viking.

## Maglie e sponsor
Lo sponsor tecnico per la stagione 2014 fu Nike, mentre lo sponsor ufficiale fu Sparebanken Møre. La divisa casalinga era composta da una maglietta blu con inserti bianchi, pantaloncini e calzettoni bianchi. Quella da trasferta era invece composta da una maglietta bianca, con pantaloncini e calzettoni blu.
| Casa | Trasferta |

## Rosa
| N. |                      | Ruolo | Calciatore                 |
| -- | -------------------- | ----- | -------------------------- |
| 1  | Norvegia (bandiera)  | P     | Espen Bugge Pettersen      |
| 2  | Senegal (bandiera)   | D     | Seydina Keita              |
| 3  | Senegal (bandiera)   | C     | Amidou Diop                |
| 4  | Norvegia (bandiera)  | D     | Ruben Gabrielsen           |
| 4  | Norvegia (bandiera)  | D     | Even Hovland               |
| 5  | Finlandia (bandiera) | D     | Joona Toivio               |
| 6  | Norvegia (bandiera)  | C     | Daniel Berg Hestad         |
| 7  | Norvegia (bandiera)  | C     | Harmeet Singh              |
| 8  | Norvegia (bandiera)  | A     | Fredrik Gulbrandsen        |
| 9  | Svezia (bandiera)    | A     | Mattias Moström            |
| 10 | Norvegia (bandiera)  | C     | Magne Hoseth               |
| 11 | Islanda (bandiera)   | A     | Björn Bergmann Sigurðarson |
| 12 | Norvegia (bandiera)  | P     | Ørjan Nyland               |
| 14 | Norvegia (bandiera)  | D     | Martin Linnes              |
| 15 | Norvegia (bandiera)  | D     | Per Egil Flo               |
| 16 | Norvegia (bandiera)  | C     | Etzaz Hussain              |
| 18 | Norvegia (bandiera)  | D     | Magne Simonsen             |
| 19 | Norvegia (bandiera)  | C     | Eirik Hestad               |

| N. |                        | Ruolo | Calciatore          |
| -- | ---------------------- | ----- | ------------------- |
| 20 | Norvegia (bandiera)    | A     | Tommy Høiland       |
| 21 | Brasile (bandiera)     | C     | Agnaldo             |
| 22 | Stati Uniti (bandiera) | A     | Joshua Gatt         |
| 23 | Norvegia (bandiera)    | D     | Knut Olav Rindarøy  |
| 24 | Norvegia (bandiera)    | A     | Mohamed Elyounoussi |
| 25 | Norvegia (bandiera)    | D     | Vegard Forren       |
| 27 | Nigeria (bandiera)     | A     | Daniel Chima        |
| 29 | Inghilterra (bandiera) | A     | John Cofie          |
| 29 | Nigeria (bandiera)     | C     | Emmanuel Ekpo       |
| 30 | Senegal (bandiera)     | A     | Pape Paté Diouf     |
| 32 | Norvegia (bandiera)    | A     | Sander Svendsen     |
| 33 | Norvegia (bandiera)    | C     | Andreas Hollingen   |
| 34 | Stati Uniti (bandiera) | P     | Ethan Horvath       |
| 35 | Norvegia (bandiera)    | D     | Victor Johansen     |
| 37 | Norvegia (bandiera)    | D     | Ole Martin Rindarøy |
| 38 | Norvegia (bandiera)    | D     | Stian Gregersen     |
| 42 | Norvegia (bandiera)    | D     | Eirik Haugan        |

## Calciomercato

### Sessione invernale(dal 01/01 al 31/03)
| Arrivi | Arrivi                     | Arrivi            | Arrivi     |
| R.     | Nome                       | da                | Modalità   |
| ------ | -------------------------- | ----------------- | ---------- |
| C      | Agnaldo                    | Desportivo Brasil | definitivo |
| C      | Harmeet Singh              | Feyenoord         | definitivo |
| A      | Björn Bergmann Sigurðarson | Wolverhampton     | prestito   |
| A      | Pape Paté Diouf            | Copenaghen        | definitivo |
| A      | Mohamed Elyounoussi        | Sarpsborg 08      | definitivo |

| Partenze         | Partenze                    | Partenze          | Partenze      |
| R.               | Nome                        | a                 | Modalità      |
| ---------------- | --------------------------- | ----------------- | ------------- |
| P                | Ole Söderberg               | Kalmar            | definitivo    |
| D                | Ivar Furu                   | KR Reykjavík      | prestito      |
| D                | Kristoffer Paulsen Vatshaug |                   | ritiro        |
| D                | Børre Steenslid             |                   | ritiro        |
| C                | Mats Møller Dæhli           | Cardiff City      | definitivo    |
| C                | Magnus Stamnestrø           | Kristiansund BK   | prestito      |
| C                | Pål Erik Ulvestad           | Kristiansund BK   | definitivo    |
| A                | Jo Inge Berget              | Cardiff City      | definitivo    |
| A                | Tommy Høiland               | Lillestrøm        | prestito      |
| A                | Ben Spencer                 | Indy Eleven       | prestito      |
| A                | Zlatko Tripić               | Start             | definitivo    |
| Altre operazioni |                             |                   |               |
| R.               | Nome                        | da                | Modalità      |
| C                | Agnaldo                     | Desportivo Brasil | fine prestito |

### Tra le due sessioni
| Arrivi | Arrivi | Arrivi | Arrivi   |
| R.     | Nome   | da     | Modalità |
| ------ | ------ | ------ | -------- |

| Partenze | Partenze     | Partenze   | Partenze   |
| R.       | Nome         | a          | Modalità   |
| -------- | ------------ | ---------- | ---------- |
| D        | Even Hovland | Norimberga | definitivo |

### Sessione estiva(dal 15/07 all'11/08)
| Arrivi           | Arrivi           | Arrivi       | Arrivi        |
| R.               | Nome             | da           | Modalità      |
| ---------------- | ---------------- | ------------ | ------------- |
| D                | Ruben Gabrielsen | Lillestrøm   | definitivo    |
| D                | Seydina Keita    | Diambars     | definitivo    |
| C                | Amidou Diop      | Diambars     | definitivo    |
| A                | John Cofie       |              | svincolato    |
| Altre operazioni |                  |              |               |
| R.               | Nome             | da           | Modalità      |
| D                | Ivar Furu        | KR Reykjavík | fine prestito |

| Partenze         | Partenze          | Partenze        | Partenze   |
| R.               | Nome              | a               | Modalità   |
| ---------------- | ----------------- | --------------- | ---------- |
| P                | Ola Opheim        | Kristiansund BK | definitivo |
| D                | Ivar Furu         | Ranheim         | prestito   |
| D                | Victor Johansen   | Lyn             | definitivo |
| C                | Emmanuel Ekpo     | Haugesund       | definitivo |
| C                | Andreas Hollingen | HamKam          | prestito   |
| C                | Magne Hoseth      | Stabæk          | definitivo |
| C                | Ørjan Valstrand   | Byåsen          | definitivo |
| Altre operazioni |                   |                 |            |
| R.               | Nome              | da              | Modalità   |
| C                | Magnus Stamnestrø | Kristiansund BK | definitivo |

## Risultati

### Eliteserien

#### Girone di andata
| Arbitro: | Hagen (Grue) |

|                                     |           |  |
| Forren 22’ Bergmann Sigurðarson 29’ | Marcatori |  |

| Arbitro: | Døvle (Larvik) |

|                           |           |                 |
| Rashani 50’ Samuelsen 53’ | Marcatori | 41’ Berg Hestad |

| Arbitro: | Berntsen (Vang) |

|  |           |                                    |
|  | Marcatori | 22’ Bergmann Sigurðarson 84’ Chima |

| Arbitro: | Sandmoen (Kjelsås) |

|                                                        |           |            |
| Gulbrandsen 25’, 64’ Elyounoussi 60’, 90’ Svendsen 89’ | Marcatori | 20’ Samuel |

| Arbitro: | Johnsen (Tønsberg) |

|                   |           |                                             |
| Forren 83’ (aut.) | Marcatori | 14’ Moström 43’ Gulbrandsen 90’ Elyounoussi |

| Arbitro: | Moen (Haugesund) |

|                                   |           |  |
| Gulbrandsen 44’ Acosta 55’ (aut.) | Marcatori |  |

| Arbitro: | Hansen (Feda) |

|  |           |                         |
|  | Marcatori | 30’ Gulbrandsen 87’ Flo |

| Arbitro: | Edvartsen (Hamar) |

|                      |           |                 |
| Elyounoussi 28’, 79’ | Marcatori | 66’, 90’ Kovács |

| Arbitro: | Hagen (Grue) |

|                |           |                       |
| Gabrielsen 17’ | Marcatori | 13’ Chima 42’ Hovland |

| Arbitro: | Hafsås (Trondheim) |

|                 |           |  |
| Elyounoussi 90’ | Marcatori |  |

| Arbitro: | Hobber Nilsen (Oslo) |

|            |           |            |
| Stølås 86’ | Marcatori | 49’ Linnes |

| Arbitro: | Hagen (Grue) |

|                                                  |           |                |
| Elyounoussi 14’, 45’, 68’ (rig.) Gulbrandsen 79’ | Marcatori | 20’, 26’ Askar |

| Arbitro: | Hobber Nilsen (Oslo) |

|                        |           |            |
| O. Rindarøy 61’ (aut.) | Marcatori | 15’ Toivio |

| Arbitro: | Døvle (Larvik) |

|                                         |           |  |
| Chima 11’ Valsvik 33’ (aut.) Linnes 79’ | Marcatori |  |

| Arbitro: | Skjerven (Kaupanger) |

|  |           |            |
|  | Marcatori | 33’ Forren |

#### Girone di ritorno
| Arbitro: | Johansen (Brevik) |

|                       |           |            |
| Høiland 27’, 64’, 73’ | Marcatori | 5’ Midtsjø |

| Arbitro: | Moen (Haugesund) |

|                                |           |                    |
| Moström 4’ Chima 55’ Singh 63’ | Marcatori | 75’ Gamst Pedersen |

| Arbitro: | Kjensli (Oslo) |

|          |           |           |
| Hoff 74’ | Marcatori | 72’ Chima |

| Arbitro: | Hafsås (Trondheim) |

|                             |           |                       |
| Høiland 12’ Elyounoussi 37’ | Marcatori | 56’ Stephens 89’ Boli |

| Arbitro: | Hansen (Feda) |

|  |           |                        |
|  | Marcatori | 48’ Forren 76’ Høiland |

| Arbitro: | Berntsen (Vang) |

|                                                |           |  |
| Gulbrandsen 15’ Linnes 22’, 31’ Chima 80’, 90’ | Marcatori |  |

| Arbitro: | Hagen (Grue) |

|  |           |            |
|  | Marcatori | 32’ Forren |

| Arbitro: | Hafsås (Trondheim) |

|                                      |           |                              |
| Gulbrandsen 10’ Elyounoussi 12’, 62’ | Marcatori | 47’ Pálmason 60’ Vaagan Moen |

| Arbitro: | Hansen (Feda) |

|  |           |                           |
|  | Marcatori | 22’ Chima 69’ Gulbrandsen |

| Arbitro: | Johnsen (Tønsberg) |

|                                  |           |            |
| Gulbrandsen 12’ Singh 79’ (rig.) | Marcatori | 49’ Laajab |

| Arbitro: | Rafiq (Oslo) |

|          |           |                                           |
| Nisja 8’ | Marcatori | 63’ (rig.) Singh 78’ Bergmann Sigurðarson |

| Arbitro: | Berntsen (Vang) |

|           |           |                     |
| Chima 90’ | Marcatori | 53’ Stølås 67’ Sema |

| Arbitro: | Døvle (Larvik) |

|  |           |                 |
|  | Marcatori | 35’ Elyounoussi |

| Arbitro: | Johansen (Brevik) |

|                   |           |  |
| Storflor 61’, 68’ | Marcatori |  |

| Arbitro: | Berntsen (Vang) |

|                       |           |  |
| Hussain 70’ Chima 75’ | Marcatori |  |

### Norgesmesterskapet
| Arbitro: | Kringstad (Valderøy) |

|  |           |                                                                                  |
|  | Marcatori | 20’ (rig.), 64’, 75’ Svendsen 40’, 57’, 66’, 85’ Diouf 60’ Agnaldo 82’ Hollingen |

| Arbitro: | Borgesen (Austad) |

|  |           |           |
|  | Marcatori | 90’ Chima |

| Arbitro: | Skjerven (Kaupanger) |

|          |           |                           |
| Aase 25’ | Marcatori | 8’ Toivio 61’ Berg Hestad |

| Arbitro: | Kjensli (Oslo) |

|                                                |           |            |
| Gulbrandsen 11’ Elyounoussi 31’ Chima 41’, 79’ | Marcatori | 84’ Bakken |

| Arbitro: | Skjerven (Kaupanger) |

|                                                               |           |               |
| Chima 14’ Elyounoussi 40’ Moström 50’ Flo 58’ Gulbrandsen 68’ | Marcatori | 32’ de Lanlay |

| Arbitro: | Hagen (Grue) |

|  |           |                 |
|  | Marcatori | 86’ Elyounoussi |

| Arbitro: | Hafsås (Trondheim) |

|                                 |           |  |
| Gulbrandsen 73’ Elyounoussi 88’ | Marcatori |  |

### Europa League
| Arbitro: | Sutton |

|                                              |           |                   |
| Toivio 16’ Forren 37’, 41’ (rig.) Hoseth 88’ | Marcatori | 70’ (rig.) Majcen |

| Arbitro: | Xistra |

|           |           |             |
| Jogan 63’ | Marcatori | 49’ Agnaldo |

| Arbitro: | Lechner |

|               |           |              |
| Kamenyuka 62’ | Marcatori | 88’ Svendsen |

| Arbitro: | McLean |

|                 |           |                                |
| Gulbrandsen 43’ | Marcatori | 2’ Kamenyuka 89’ (aut.) Forren |